# Budleigh Salterton
Budleigh Salterton este un oraș în comitatul Devon, regiunea South West, Anglia. Orașul se află în districtul East Devon. 